# Yamato, le cuirassé de l'espace
 (novembre 2023).
Si vous disposez d'ouvrages ou d'articles de référence ou si vous connaissez des sites web de qualité traitant du thème abordé ici, merci de compléter l'article en donnant les références utiles à sa vérifiabilité et en les liant à la section « Notes et références ».
Yamato, le cuirassé de l'espace (宇宙戦艦ヤマト, Uchū Senkan Yamato) est un manga de Leiji Matsumoto publié en novembre 1974, un mois après le début de la diffusion à la télévision japonaise de la série animée du même titre.

## Adaptations

### Séries d'animation
- Uchû Senkan Yamato (1974, diffusée quasi simultanément avec la publication du manga)
- Uchû Senkan Yamato 2 (1978)
- Uchû Senkan Yamato III (1980)

### Films d'animation
- Uchû Senkan Yamato (1977)
- Uchû Senkan Yamato : Aratanaru Tabidachi (1979)
- Be Forever Yamato (1980)
- Final Yamato (1983)

### OAV
- Yamato 2520 (1994)
- Great Yamato Zero (2004)

### Films enprise de vue réelle
- Space Battleship (2010)